# 日本コバ
日本コバ（にほんコバ）は、滋賀県東近江市にある標高934.1mの山。東近江市が市政10周年を記念して2015年（平成27年）9月に選定した鈴鹿10座の一座である。

## 概要
鈴鹿山系に属し、藤川谷（愛知川支流）の源流部に位置する。雑木林の尾根道の上り詰めた場所に標高934.1メートルの山頂があり、木に覆われ眺望はないが広場になっている。
山麓にある君ヶ畑の集落は惟喬親王を始祖とする木地師発祥の地である。
登山道はいくつかのルートがあるが、蓼畑・蛭谷・政所のルートが知られている。

## 山名の由来
- 諸説ある。
  - 日本一の木場（こば）が転じた説[2]。
  - 登山途中に休憩所（コバ）を2回（2本）経ると山頂に至るとの説。

## 周辺
- 君ヶ畑（木地師の里）
- 衣掛山（標高870m）
- 藤川谷